# Искушение монаха (фильм, 1993)
«Искушение монаха» (иер. трад. 誘僧, упр. 诱僧, кант.-рус.: Йо Сенг, англ. Temptation of a Monk) — гонконгская историческая драма 1993 года, режиссёр Клара Ло. Главные роли в фильме исполнили Джоан Чэнь, Син-Куо Ву и Zhang Fengyi.
Картина получила девять номинаций на 13-й Гонконгской кинопремии, одержав победу в двух категориях. Также фильм получил три награды Тайбэйского кинофестиваля — «Золотая лошадь».

## Сюжет
7 век н. э., начало правления династии Тан. Генерал Ши Яньшэн (Син-Куо Ву) был обманом втянут в жестокое убийство наследного принца династии Тан генералом Хо Да (Фэньи Чжан), чтобы занять императорский трон. Генерал Ши вынужден бежать, но полон решимости отомстить генералу Хо за его предательство. Однако все сложилось не в его пользу, и все его близкие, включая мать и его подругу принцессу Хунъэ (Джоан Чэнь), были зверски убиты Хо. Опустошенный, он скитался по разным местам и в итоге оказался в буддийском монастыре. Он стал монахом и сменил имя на Цзин-и. Однажды он встретил вдову по имени Циншоу, которая внешне была поразительно похожа на его убитую подругу. Вайолет также стала монахиней в том же монастыре. Постепенно Ши влюбляется в неё. Но Циншоу на самом деле оказывается не той, за кого себя выдаёт.

## В ролях
- Джоан Чэнь — Принцесса Хунъэ/Госпожа Циншоу
- Син-Куо Ву[англ.] — Ши Яньшэн
- Фэньи Чжан[англ.] — Хо Да
- Мин-ян Ли — настоятель
- Лиза Лу — мама Ши

## Награды и номинации
| Награды                     | Награды                             | Награды                             | Награды   |
| Кинопремия                  | Категория                           | Лауреат / претендент                | Результат |
| --------------------------- | ----------------------------------- | ----------------------------------- | --------- |
| 13-я Гонконгская кинопремия | Лучший фильм                        | Искушение монаха                    | Номинация |
| 13-я Гонконгская кинопремия | Лучшая режиссёрская работа          | Клара Ло                            | Номинация |
| 13-я Гонконгская кинопремия | Лучшая мужская роль                 | Син-Куо Ву                          | Номинация |
| 13-я Гонконгская кинопремия | Лучшая мужская роль второго плана   | Мин-ян Ли                           | Номинация |
| 13-я Гонконгская кинопремия | Лучший новый актёр                  | Син-Куо Ву                          | Победа    |
| 13-я Гонконгская кинопремия | Лучшая операторская работа          | Эндрю Лесни, Артур Вонг             | Номинация |
| 13-я Гонконгская кинопремия | Лучшая работа художника             | Тимми Ип, Ян Чжаньцзя и Ли Вай Минг | Номинация |
| 13-я Гонконгская кинопремия | Лучшая работа художника по костюмам | Цай Пэйсинь                         | Номинация |
| 13-я Гонконгская кинопремия | Лучшая музыка                       | Лау Йи Тат, Тони Вай                | Победа    |
| 29-я Золотая лошадь         | Лучший оригинальный сценарий        | Лиллиан Ли, Эдди Линь-Чинь Фон      | Номинация |
| 29-я Золотая лошадь         | Лучшая мужская роль                 | Син-Куо Ву                          | Номинация |
| 29-я Золотая лошадь         | Лучшая операторская работа          | Эндрю Лесни, Артур Вонг             | Номинация |
| 29-я Золотая лошадь         | Лучшая работа художника             | Тимми Ип, Ян Чжаньцзя и Ли Вай Минг | Победа    |
| 29-я Золотая лошадь         | Лучшая музыка                       | Лау Йи Тат, Тони Вай                | Победа    |
| 29-я Золотая лошадь         | Лучшие костюмы                      | Цай Пэйсинь                         | Номинация |
| 29-я Золотая лошадь         | Лучшая постановка экшена            | Тони Люн Сиу-Хун                    | Номинация |
| 29-я Золотая лошадь         | Спецприз жюри                       | Майкл Ли                            | Победа    |